# Casa en un carreró al costat Noguera
La Casa en un carreró al costat Noguera és una casa d'Isil, al municipi d'Alt Àneu (Pallars Sobirà) inclosa a l'Inventari del Patrimoni Arquitectònic de Catalunya.

## Descripció
Casa de pedra amb parets exteriors arrebossades amb calç, formada per planta baixa i dos pisos. A la façana orientada a migdia, a la paret mestre perpendicular al cavall que suporta el llossat de llicorella a dues aigües hi ha un amb ampli ràfec protegint els balcons de la façana. A la planta baixa s'obre un gran portal; al primer pis un balcó de fusta amb barana de ferro ocupa tota l'amplada de la façana; i al segon passa el mateix amb un balcó totalment de fusta bellament perfilats i calats.